# نادية أرسلان
نادية أرسلان (27 مارس 1949 - 25 مايو 2008)، ممثلة لبنانية من أصل سوري، عملت في السينما السورية والمصرية واللبنانية.

## عن حياتها
ولدت من أب سوري وأم لبنانية . قامت بأدوار ثانية في السينما المصرية اعتمدت فيها على جمالها وملامحها الغربية. اعتزلت الفن تمامًا عام 1989 وتفرغت لحياتها الزوجية. تم تشخيصها عام 2005 بسرطان العظام[بحاجة لمصدر] وفارقت الحياة في 25 مايو 2008. اتجهت للتصوف والتدين في أواخر حياتها.
تزوجت الفنان محمد العربي من “نادية أرسلان” ثم دخلت عالم الفن والتمثيل ولكنه انفصل عنها.
من أفلامها: رحلة عذاب، ذكرى ليلة حب، الكل عاوز يحب، أذكياء لكن اغبياء، حتى لا يطير الدخان.

## الوفاة[4][5]
توفيت في عام 2008 عن عمر يناهز 59 عامًا بعد صراع مع مرض السرطان.

## أعمالها[6]

### من أفلامها
- يا عزيزي كلنا لصوص سنة 1989م قامت بدور نسليار الأزمرلي
- حتى لا يطير الدخان 1984م قامت بدور خيرية
- انهيار 1982م قامت بدور مديحة
- إعدام طالب ثانوي 1980م قامت بدور مارسيل
- أذكياء لكن أغبياء 1980م قامت بدور شوشو
- وتمضي الأحزان 1979م
- رحلة داخل امرأة 1987م قامت بدور سوزي
- ميعاد مع سوسو 1977م
- من أجل الحياة 1977م
- إلى المأذون يا حبيبي 1977م
- المنحرفون 1976م قامت بدور سامية
- الراعية الحسناء 1976م
- الكل عاوز يحب 1975م
- أريد حلا 1975م قامت بدور العشيقة
- امرأة حائرة 1974م
- اليازرلي 1974م
- ذكرى ليلة حب 1973م
- بنات آخر زمن 1973هـ
- جيتار الحب 1973م
- الأسيرة 1973م
- شلة المشاغبين 1973م
- رحلة عذاب 1972م قامت بدور ام هاني وهالة
- أعظم طفل في العالم 1972م قامت بدور الطالبة الجامعية
- الزائرة 1972م
- امرأة لكل الرجال 1971م
- من القاتل

### من مسلسلاتها
- برج الأكابر 1987م
- أديب 1982م
- الصقر 1979م
- الوليمة 1979م
- ريش على مافيش 1978م
- مذكرات ممرضة 1973م

### من مسرحياتها
- خدمة إنسانية 1979م

## روابط خارجية
- نادية أرسلان على موقع IMDb (الإنجليزية)
- نادية أرسلان على موقع قاعدة بيانات الأفلام العربية
- نادية أرسلان على موقع قاعدة بيانات الفيلم (الإنجليزية)